# حسين عيد
حسين عيد (1946-) كاتب مصري، ولد في القاهرة، حصل على بكالوريوس في العلوم التجارية، له عدة كتب في الإبداع القصصي والرواية، وله كتب متميزة في الترجمة الأدبية، تخصص في النقد خلال العقدين الماضيين وله 13 كتابا نقديا منها «غارسيا ماركيز وأفول الديكتاتورية» و«مفهوم السلطة والدين في تجربة فتحي غانم الإبداعية».

## مؤلفات

### نجيب محفوظ
ألف حسين عين عدة كتب عن الكاتب المصري نجيب محفوظ.
- «نجيب محفوظ: سيرة ذاتية وادبية»، الدار المصرية اللبنانية، 2006، عدد الصفحات:326.[2]
- «نجيب محفوظ.. دعوة للصمود»، المجلس الأعلى للثقافة السلسلة: عام نجيب محفوظ، 2011، عدد الصفحات:209.[3][4]

- «نجيب محفوظ: رحلة الموت في أدبة»، الهيئة العامة لقصور الثقافة، 1997، عدد الصفحات:340.[5]

### روائع الأدب في كبسولة
- روائع الأدب العالمي في كبسولة الجزء 8، عدد الصفحات:210.[6]
- روائع الأدب العالمي في كبسولة الجزء 10، عدد الصفحات:186.[7]
- روائع الادب العالمى في كبسولة الجزء 11، مكتبة الدار العربية للكتاب، 2013، عدد الصفحات:242.[8]
- روائع الادب العالمى في كبسولة الجزء 12، مكتبة الدار العربية للكتاب، 2013، عدد الصفحات:192.[9]
- روائع الأدب العالمي في كبسولة الجزء 13، مكتبة الدار العربية للكتاب، 2014، عدد الصفحات:197.[10]

### ترجمات
- «القصة (المادة، البنية، الأسلوب، مباديء الكتابة للسينما)»، المؤلف:روبرت ماكي، ترجمة:حسين عيد، المجلس الأعلى للثقافة، 2006.[11]
- «الكنز»، المؤلف:سلمى لاجرلوف، ترجمة:حسين عيد، الدار المصرية اللبنانية، 2009.[12]
- «الشيطان والتبغ»، المؤلف: ريونوسكي أكوتاغاوا، ترجمة:حسين عيد، الكتب خان للنشر والتوزيع، 2012.[13]
- «حين تهب رياح الشرق: مجموعة قصصية»، الثقافة الجديدة، 2010.[14]

### أخرى
- «ذلك العالم المدهش: حوارات مع كتاب عالميين»، وزارة الثقافة - الهيئة العامة لقصور الثقافة، عدد الصفحات:268.[15]
- «قطار الحادية عشرة»، دار المعارف، 1983، عدد الصفحات:94.[16]
- «غارسيا ماركيز وأفول الديكتاتورية»، الهيئة المصرية العامة للكتاب، 1988، عدد الصفحات:135.[17]
- «مذكرات حكمت فهمي: اسرار العلاقة بين السادات والمخابرات الألمانية»، دار الحرية للصحافة والطباعة والنشر، 1990، عدد الصفحات:213.[18]
- «يوسف إدريس الصراع والمواجهة»، الهيئة العامة لقصور الثقافة، 1991، عدد الصفحات:183.[19]
- «الإبداع الأدبي»، 1997، عدد الصفحات:242.[20]
- «عين النمس»، دار الشجرة للنشر والتوزيع، 1997، عدد الصفحات:125.[21]
- «المثقف العربي المغترب»، الدار المصرية اللبنانية، 1999، عدد الصفحات:108.[22]
- «مفهوم السلطة والدين في تجربة فتحي غانم الإبداعية»، مركز الإنماء الحضاري، 1999، عدد الصفحات:141.[23]
- «سحر الإبداع: مع كتاب عرب وأجانب»، الدار المصرية اللبنانية، 2003، عدد الصفحات:240.[24]
- «القصة العربية القصيرة: قضايا ورؤى»، المجلس الاعلى للثقافة، 2009.[25]
- «مع كتاب نوبل " حوارات نادرة "»، الدار المصرية اللبنانية، 2010، عدد الصفحات:408.[26]
- «قضية فلسطين والأدب: يحيى يخلف نموذجا»، دار الأسوار، 2010، عدد الصفحات:138.[27]
- «تجربة الإبداع مع كتاب عرب وأجانب»، الهيئة المصرية العامة للكتاب، 2012، عدد الصفحات:327.[28]
- «الأدب ومقاومة الطغيان»، الهيئة العامة لقصور الثقافة، 2014.[29]
- «الهجرة نحو المدن القديمة»، القاهرة: المجلس الاعلى للثقافة، 1984، عدد الصفحات:100.[30]
- «فتحى غانم، الحياة والإبداع»، الهيئة العامة لقصور الثقافة، 1995، عدد الصفحات:269.[31]
- «دراسات أدبية في القصة والرواية.»، القاهرة: الثقافة الجامعية، إدارة النشر، 1989، عدد الصفحات:126.[32]
- «عصافير صغيرة زرقاء»، 2007.[33]